# ایر موریشوس

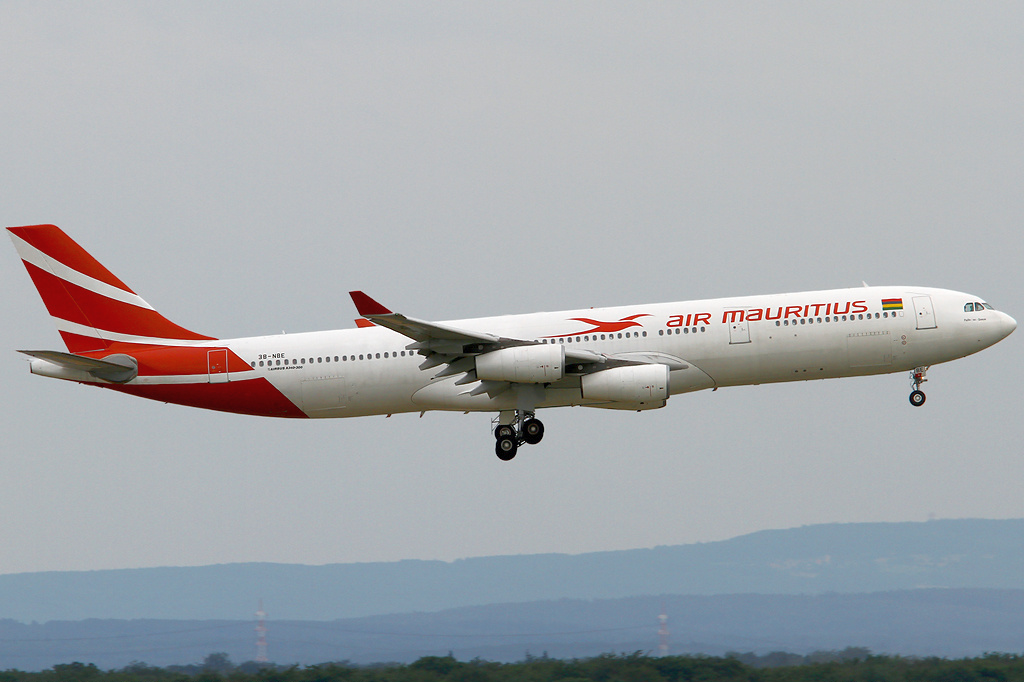
هواپیمای ایرباس ای۳۴۰ متعلق به ایر موریشوس

ایر موریشوس (انگلیسی: Air Mauritius) شرکت هواپیمایی حامل پرچم موریس است، که در سال ۱۹۶۷ توسط شرکت ایر فرانس، تأسیس شد. شرکت ایر موریشوس در حال حاضر روزانه به ۲۰ مقصد در اروپا، خاورمیانه، آسیا، آفریقا و استرالیا پروازهای مستقیم دارد.
دفتر مرکزی این شرکت در شهر پورت‌لوئیس، موریس قرار دارد و فرودگاه بین‌المللی سر سیوساگور رامگولام، قطب این شرکت هواپیمایی به‌شمار می‌آید. شرکت ایر موریشوس در حال حاضر در ناوگان هوایی خود، دارای ۱۲ فروند هواپیمای جت مسافربری می‌باشد.